# Heliconius eltringhami
Heliconius eltringhami är en fjärilsart som beskrevs av James John Joicey och William James Kaye 1916. Heliconius eltringhami ingår i släktet Heliconius och familjen praktfjärilar. Inga underarter finns listade i Catalogue of Life.